# Poliez-le-Grand

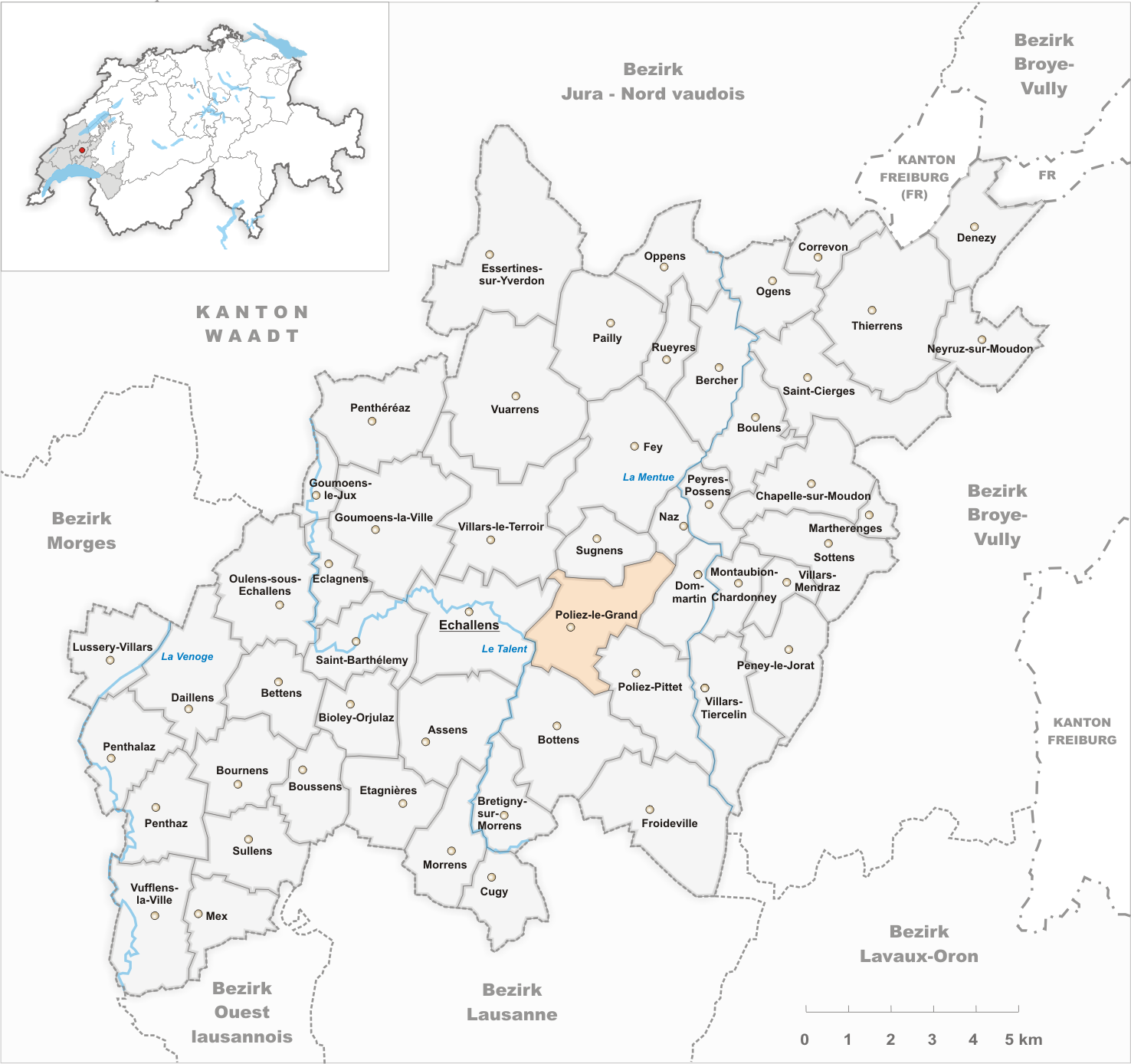
Gemeindestand vor der Fusion am 30. Juni 2011

Poliez-le-Grand war eine politische Gemeinde im Distrikt Gros-de-Vaud des Kantons Waadt in der Schweiz. Poliez-le-Grand schloss sich am 1. Juli 2011 mit den Gemeinden Dommartin, Naz und Sugnens zur neuen Gemeinde Montilliez zusammen.

## Geographie
Poliez-le-Grand liegt auf 695 m ü. M., zweieinhalb Kilometer östlich von Echallens und 13 Kilometer nördlich der Kantonshauptstadt Lausanne (Luftlinie). Das Haufendorf erstreckt sich auf einer Hochfläche auf der Nordabdachung der Höhen des Jorat, im östlichen Gros de Vaud, im Waadtländer Mittelland.
Die Fläche des 5,2 km² grossen ehemaligen Gemeindegebiets umfasst einen Abschnitt des höheren Waadtländer Mittellandes. Der Hauptteil des Gebietes wird von der leicht nach Nordosten geneigten Hochfläche von Poliez-le-Grand eingenommen. Der Bach Botterel entwässert das Plateau nach Nordosten zur Mentue. Parallel zum Botterel fliesst auch der Coruz, der streckenweise die Ostgrenze von Poliez-le-Grand bildet. Ganz im Süden erstreckt sich der Gemeindeboden bis in den Wald Haut les Bois, in dem mit 738 m ü. M. der höchste Punkt der Gemeinde erreicht wird. Nach Westen reicht das Gebiet bis an den Talent und an den Rand der eine Geländestufe niedriger als das Plateau von Poliez-le-Grand liegenden Ebene von Echallens. Von der Gemeindefläche entfielen 1997 7 % auf Siedlungen, 13 % auf Wald und Gehölze und 80 % auf Landwirtschaft.
Zu Poliez-le-Grand gehören zahlreiche Einzelhöfe. Nachbargemeinden von Poliez-le-Grand sind Echallens, Villars-le-Terroir, Sugnens, Naz, Dommartin, Poliez-Pittet und Bottens.

## Bevölkerung
Mit 715 Einwohnern (Stand 31. Dezember 2010) gehörte Poliez-le-Grand zu den kleineren Gemeinden des Kantons Waadt. Von den Bewohnern sind 94,1 % französischsprachig, 3,8 % deutschsprachig und 0,8 % spanischsprachig (Stand 2000). Die Bevölkerungszahl von Poliez-le-Grand belief sich 1900 auf 349 Einwohner. Nachdem die Bevölkerung bis 1970 auf 289 Personen abgenommen hatte, wurde wieder eine deutliche Bevölkerungszunahme verzeichnet.

## Wirtschaft
Poliez-le-Grand war bis in die zweite Hälfte des 20. Jahrhunderts ein vorwiegend durch die Landwirtschaft geprägtes Dorf. Noch heute haben der Ackerbau und die Viehzucht eine gewisse Bedeutung in der Erwerbsstruktur der Bevölkerung. Weitere Arbeitsplätze gibt es im lokalen Kleingewerbe und im Dienstleistungssektor. In den letzten Jahren wurde eine Gewerbezone geschaffen, die neue Unternehmen anziehen soll. Zu Poliez-le-Grand gehört das Reitsportzentrum La Sauvenière. In den letzten Jahrzehnten hat sich das Dorf zu einer Wohngemeinde entwickelt. Viele Erwerbstätige sind deshalb Wegpendler, die hauptsächlich in Echallens und im Grossraum Lausanne arbeiten.

## Verkehr
Poliez-le-Grand ist verkehrstechnisch recht gut erschlossen, obwohl sie abseits grösserer Durchgangsstrassen liegt. Sie besitzt gute Verbindungen nach Echallens und zu den weiteren Nachbardörfern. Durch einen Postautokurs, der von Echallens nach Thierrens verkehrt, ist Poliez-le-Grand an das Netz des öffentlichen Verkehrs angebunden.

## Geschichte
Das Gemeindegebiet von Poliez-le-Grand war schon früh bewohnt, was durch Siedlungsspuren aus der Römerzeit nachgewiesen werden konnte. Die erste urkundliche Erwähnung des Ortes erfolgte 1225 unter dem Namen Pollie lo grant. Der Ortsname geht auf den römischen Personennamen Pollius zurück.
Poliez-le-Grand bildete im Mittelalter vermutlich mit Poliez-Pittet ein gemeinsames Herrschaftsgebiet, das den Herren von Bottens unterstand. Auf dem Gemeindegebiet hatten aber auch andere geistige und weltliche Herren Grundbesitz beziehungsweise das Recht, Einkünfte einzutreiben. Nach den Burgunderkriegen kam Poliez-le-Grand 1476 an die Vogtei Orbe-Echallens, die unter der gemeinen Herrschaft von Bern und Freiburg stand. Die Dorfbevölkerung entschied sich 1619 für die protestantische Glaubensrichtung, den Katholiken wurde aber das Wohnrecht in Poliez-le-Grand gewährt. Nach dem Zusammenbruch des Ancien Régime gehörte das Dorf von 1798 bis 1803 während der Helvetik zum Kanton Léman, der anschliessend mit der Inkraftsetzung der Mediationsverfassung im Kanton Waadt aufging. 1798 wurde es dem Bezirk Echallens zugeteilt.

## Sehenswürdigkeiten
Die Pfarrkirche von Poliez-le-Grand, bereits 1141 erwähnt, unterstand der Abtei Montbenoît in Frankreich. Der heutige Bau stammt von 1711. Neben der Kirche steht das 1699 errichtete Pfarrhaus.